# Љубав на међи
Љубав на међи (тур. Yabancı damat) турска је телевизијска серија, снимана од 2004. до 2007.
У Србији је 2013. емитована на телевизији Прва.

## Синопсис
Назли је кћерка чувеног баклава мајстора из Газиантепа. Након што је завршила факултет у Анкари, враћа се у родно село, на радост целе породице. Међутим, по повратку је чека изненађење. Њен отац Кахраман обећао је свом пословном партнеру Окешу да ће се Назли удати за његовог сина Кадира.
Иако Назли одбија да прихвати младожењу којег јој отац намеће, њена цела породица подржава уговорени брак и чини се да за њу нема друге могућности него да пристане да се уда за Кадира. Међутим, на дан када његова породица дође да испроси младу, Назли бежи код Зејнеп, пријатељице из Бодрума. Тамо проналази посао у једном локалном хотелу и упознаје згодног момка по имену Нико. Мада у почетку мисли да је младић Британац, испоставља се да је Грк који је неко време живео у Истанбулу, а онда се са породицом вратио у Атину.
Назли и Нико заљубљују се једно у друго, али та љубав наићи ће на бројне препреке. Не само да Назли траже породица и вереник, већ и Нику за вратом виси бивша девојка, певачица. Поред свега тога, Никова породица мрзи Турке, док Назлини најближи презиру Грке. Како ће се млади љубавници изборити са дубоко укорењеним предрасудама које прете да униште њихову љубав?

## Улоге
| Глумац:                | Улога:                 |
| ---------------------- | ---------------------- |
| Нехир Ердоган          | Назли                  |
| Озгур Чевик            | Нико                   |
| Ердал Озјаџилар        | Кахраман               |
| Сумру Јавруџук         | Фериде                 |
| Илкер Аксум            | Рушен                  |
| Бинур Каја             | Назире                 |
| Ариф Еркин Гузелбеоглу | Мемик                  |
| Енгин Акјурек          | Кадир                  |
| Шинаси Јуртсевер       | Хамит                  |
| Зеки Аласја            | Океш                   |
| Ајла Караџа            | Елени                  |
| Гузин Алкан            | Доне                   |
| Онур Сајлак            | Ихсан                  |
| Наталија Вушопулу      | Ана                    |
| Мазлум Кипер           | Ставро                 |
| Нилгун Белгун          | Катина                 |
| Ахмет Уз               | Хикмет                 |
| Озан Угурлу            | Мустафаџан             |
| Тулин Орал             | Ефтелија               |
| Јилмаз Груда           | Џелајир Уста           |
| Катерина Муцацу        | Стела                  |
| Еге Услу               | Назлин и Ников син     |
| Меријем Ада            | Назлина и Никова ћерка |
| Серај Гозлер           | Хајрије                |
| Назли Тосуноглу        | Рабија                 |
| Асли Алтајлар          | Ајсел                  |
| Нур Тузун              | Зејнеп                 |
| Исра Гејик             | Мелис                  |
| Селим Гурата           | Сахте Папаз            |
| Биназ Ергин            | Икрамије               |
| Јелиз Акаја            | Есра Акман             |